# Moukhtar Chakhanov
Moukhtar Chakhanov (kazakh : Мухтар Шаханов) (né le 2 juillet 1942 à Otrar, Kazakhstan) est un écrivain et politicien Kazakh,. Citoyen d'honneur de la ville de Bichkek.

## Biographie
Moukhtar Chakhanov est diplômé de l'Institut pédagogique de Chimkent. Sous le régime soviétique, il est membre du 11e Soviet suprême (1984-1989). Il est aussi membre du Majilis, ambassadeur Kazakh au Kyrgyzstan et rédacteur en chef du magazine Zhalyn.
Il est très connu pour ses articles qui ont éveillé le public sur la nécessité de protéger la mer d'Aral et pour avoir présidé la commission sur la tragédie de Jeltoqsan.
En 2009, il a mené un mouvement contre la location à la Chine d'un million d'hectares de terres agricoles dans l'est du Kazakhstan.

## Ouvrages

### traduits en français
- Chakhanov Moukhtar, Le secret de Gengis-Khan ""Angoisses précédant la mort du tyran, Cap Bear, 2005, 88 p. (ISBN 978-2350660172)